# Georgia Gould
Georgia Gould (n. 5 ianuarie 1980, Baltimore, America Britanică⁠(d), Regatul Marii Britanii) este o sportivă ce a reprezentat Statele Unite ale Americii, medaliată olimpică. A participat la 2 ediții ale Jocurilor Olimpice (2008, 2012) în care a câștigat o medalie de bronz.